# Tatyana Ali
Tatyana Ali, (North Bellmore, 1979. január 24. –) amerikai színésznő, énekesnő. 1997-ben végzett a Buckley Schoolban. Utána Harvard Egyetemen tanult, ahol 2002-ben afroamerikai tanulmányokból és kormányzásból szerzett bölcsészdiplomát. Barack Obama 2008-as elnökválasztási kampányának szóvivőjeként utazott az Egyesült Államokban, és szavazóregisztrációs kampányokat vezetett egyetemi kampuszon.

## Pályafutása
1985-ben a hatéves Ali színészi karrierjét a PBS gyermek ismeretterjesztő műsorában, a Sesame Street kezdte, mint rendszeres fellépő. Ez idő alatt fellépett Herbie Hancock társaságában is. Két Star Search epizódban is szerepelt, az „Ain't No Mountain High Enough” egy feldolgozását adta elő. Az áttörést 1990-ben érte el, amikor Ashley Banks szerepét játszotta az NBC televízió „The Fresh Prince of Bel-Air” című sitcomjában. Ezt a szerepet a sorozat teljes futamideje alatt, 1990-től 1996-ig játszotta.
Tatyana hangadottságai a „Fresh Prince” több epizódjában is megmutatkozott, ami arra késztette a sorozat sztárját, Will Smith-t, hogy megkérdezze tőle, komolyan fontolóra venné-e a zenei karriert, de ő egyelőre a színészi karrierjére koncentrált. A sorozat utolsó évadában azonban több dalt is előadott. Zenei debütálásának csúcspontja az 1998-as „Kiss the Sky” című album volt. 1999. elején a lemez aranylemez minősítést kapott. A „Daydreamin” című sláger a Billboard Hot 100-as listáján a 6. helyet érte el, és a brit kislemezlistán is feltűnt.
1999. elején a lemez aranylemez minősítést kapott. A „Daydreamin” című sláger a Billboard Hot 100-as listáján a 6. helyet érte el, és a brit kislemezlistán is feltűnt. Az album további két brit slágere a Will Smith-szel közös „Boy You Knock Me Out” a 3. helyet érte el, „Everytime”  című  harmadik volt az Egyesült Királyságban. 2005-ben Terrence Quaitesszel közösen adta elő a „Rockin' Meera” című független film címadó dalát, a „Sunny Valentine”-t. 2008. elején fellépett a „Yes We Can” című dallal, amely Barack Obama elnökválasztási kampányát támogatta. 
2014. januárjában Ali kiadott egy EP-t „Hello” címmel.

## Filmválogatás
- 1988: Crocodile Dundee II
- 1989: he Cosby Show, filmsorozat, 6x07)
- 1989: Hawk Hawk (filmsorozat, 1x13)
- 1990–1996: The Fresh Prince of Bel-Air, 147 db)
- 1994: Are You Afraid of the Dark?, filmsorozat, 3x11)
- 1996: all Into Darkness
- 1996: Kids in the Wild
- 1997: Kiss the Girls
- 1998: All That (tévéshow)
- 1998: The Clown at Midnight
- 1999: Jawbreaker
- 2000: Brother
- 2003: College Animals
- 2003: Fastlane (tévésorozat, 1x02)
- 2004: Back in the Day
- 2006: Glory Road
- 2007: Privileged
- 2007–2013: The Young and the Restless, szappanopera, 53 rész)
- 2008: Hotel California
- 2008: Nora’s Hair Salon II
- 2009: Mother and Child
- 2009–2010: Buppies (tévésorozat, 10 rész)
- 2010: Pete Smalls Is Dead
- 2010–2014: Love That Girl! (tévésorozat, 42 rész)
- 2012: Home Again
- 2013: Second Generation Wayans (tévésorozat, 10 rész)
- 2013: The Last Letter
- 2014: Comeback Dad
- 2015: November Rule
- 2015: Fatal Flip (tévéfilm)
- 2016: Second Sight
- 2016: It Snows All the Time
- 2017: Wrapped Up In Christmas (tévéfilm)
- 2017: Nanny’s Nightmare (tévéfilm)
- 2018: Doe
- 2018: Christmas Everlasting (tévéfilm)
- 2018: Jingle Belle (tévéfilm)
- 2019: College Dating App (tévéfilm)
- 2019: Christmas Hotel (tévéfilm)
- 2020: The Reason
- 2021: A Picture Perfect Holiday (tévéfilm)
- 2022: Vanished – Searching for My Sister (tévéfilm)
- 2022: It Snows All the Time
- 2023: Bel-Air (tévéfilm)
- 2024: Abbott Elementary  (tévésorozat, 2 rész)

## Albumok
- 1998: Kiss the Sky
- 1998: Daydreamin’
- 1999: Boy You Knock Me Out
- 1999: Everytime
- 2014: Hello

## Díjak
- NAACP (National Association for the Advancement of Colored People) Image Award for Outstanding Actress in a Comedy Series (Kaliforniába jöttem, 1996)
- NAACP Image Award for Outstanding Actress in a Daytime Drama Series (Nyughatatlan fiatalok, 2011, 2012)
- Young Artist Award for Best Performance in a tévésorozat; legjobb fiatal színésznő
- 2011-ben megkapta a Living Legacy díjat a Karib-térség Örökségvédelmi Szervezetétől Los Angelesben.